# Loksa
Loksa este un oraș (linn) în Județul Harju, Estonia.